# Madelon Székely-Lulofs
Magdalena Hermina (Madelon) Székely-Lulofs [spreek uit: See-Kei-Lulofs] (Soerabaja, 24 juni 1899 – Santpoort, 22 mei 1958) was een Nederlandse schrijfster en journaliste.

## Biografie

Székely-Lulofs en haar man László Székely, eind jaren 20 in Deli

Madelon Lulofs werd geboren als oudste dochter van Claas Lulofs en Sarah Dijckmeester in Hotel Oranje in Soerabaja op Java, destijds deel van Nederlands-Indië. De families van haar beide ouders kwamen oorspronkelijk uit Deventer. Haar vader was bestuursambtenaar en werd regelmatig overgeplaatst; laatstelijk was hij resident van Nieuw-Guinea. Het gezin reisde mee naar Atjeh en later naar een kleine garnizoensplaats. Tussen 1913 en 1915 volgde Madelon in Deventer de meisjes-HBS.
Van 1917 tot 1926 was zij gehuwd met de  rubberplanter Hendrik Doffegnies uit Deli. Met hem kreeg ze twee dochters, Mary Maud en Christine (Tineke). Ze begon verhalen te schrijven die de Hongaarse planter László Székely (niet te verwarren met de Hongaarse architect met dezelfde naam) liet plaatsen in een krant op Sumatra. In 1926 werd het huwelijk van Lulofs en Doffegnies ontbonden en trouwde Lulofs met Székely. Met hem kreeg zij nog een dochter, Clothilde Malvina.
Het echtpaar verhuisde naar Sumatra en Székely-Lulofs publiceerde verhalen in het tijdschrift Groot Nederland. In 1931 maakte ze haar debuut als romanschrijfster met Rubber. Mede door een lawine aan kritieken werd Rubber meteen een bestseller. De roman werd in vijftien talen vertaald, onder meer in het Engels, Duits, Frans, Zweeds, Deens, Fins, Tsjechisch, Hongaars, Maleis en Spaans. Ook werd het boek verfilmd (1936) door Johan de Meester jr. en Gerard Rutten. Deze en de volgende romans van Székely-Lulofs geven een onthullend beeld van het leven van planters en koelies in Nederlands-Indië. Rubber werd om die reden in Nederlands-Indië zelf slecht ontvangen. In Nederland werd ze wel vergeleken met Multatuli, de schrijver van Max Havelaar. De prominente criticus Menno ter Braak vond dat zij te veel "Multatuli-allures" had. Onder invloed van zijn kritiek kreeg Székely-Lulofs steeds minder zelfvertrouwen en verliep haar loopbaan in een dalende lijn. Diverse boeken van Székely-Lulofs werden vertaald (o.a. in het Duits, Engels en Indonesisch) en tot aan het eind van de 20e eeuw gepubliceerd.
In 1930 verhuisde het gezin naar Hongarije. Beide partners vertaalden - soms samen - vele Hongaarse romans in het Nederlands, onder andere werk van Kassák, Körmendi, Földi, Márai en Vaszary. In 1937 verscheen de roman Het laatste bedrijf die zich afspeelt in Boedapest. In 1938 vestigde het gezin zich in een pension te Santpoort. Na de Duitse inval vertrok Székely echter naar Hongarije, om gezondheidsredenen, maar ook omdat hij zijn vrouw en kind - hij was Joods - niet in gevaar wilde brengen. Székely-Lulofs was als koerierster actief in het verzet en huisvestte ook onderduikers. Haar man overleefde de oorlog, maar zag zijn vrouw niet terug. Kort voordat hij de terugreis naar Nederland zou aanvaarden, overleed hij op 14 april 1946 aan een hartaanval.
Székely-Lulofs publiceerde steeds vaker journalistiek werk in De Groene Amsterdammer, Elseviers Weekblad, Margriet en andere bladen. In de jaren veertig verschenen nog enkele boeken, maar daarna bleef het bij vertalingen. Zij vertaalde uit het Duits, het Engels (onder meer Pearl S. Buck) en uit het Hongaars Zsolt Harsányi en Jolan Földes, beiden zeer populaire schrijvers in de jaren 50. Op 22 mei 1958 overleed ze op 58-jarige leeftijd aan een hartaanval.
Bij uitgeverij Atlas verscheen op 22 mei 2008 de eerste biografie over Madelon Székely-Lulofs: Tumult door Frank Okker. In 2005 was al een biografische roman over haar gepubliceerd, Madelon. Het verborgen leven van Madelon Székely-Lulofs (door Kester Freriks).

### Rubber
De roman Rubber speelt op een rubberonderneming op Oost-Sumatra in periode waarin de Delische planterssamenleving een duizelingwekkende ontwikkeling doormaakt en waarin - tot de crisis van 1929 - veel geld wordt verdiend en verteerd. Met deze roman wilde Székely-Lulofs begrip vragen voor de vervreemding die de omstandigheden in het toenmalige Nederlands-Indië konden veroorzaken tussen Nederlandse ouders en kinderen. Rubber werd in vele talen vertaald. In 1936 verscheen de op het boek gebaseerde film Rubber. Vanaf 1952 verscheen Rubber in een sterk ingekorte versie. Pas in 1992 verscheen weer een integrale uitgave.

### Koelie
Koelie of Coolie is een roman geschreven in 1932, slechts een paar jaar nadat Rubber verscheen. Het geeft een inzicht hoe men op sluwe wijze in Java op "jacht" ging om jonge Javanen te ronselen voor het harde werk als contractarbeiders (koelies) op de rubberplantages van Sumatra. De roman geeft de lezer inzicht in de verschrikkelijke toestanden van het volk in Indonesië.

### De hongertocht
In tegenstelling tot de vroege werken van Székely-Lulofs, die alle gesitueerd zijn op de Delische rubberplantages, speelt de roman De hongertocht (1936) in de nadagen van de Atjehoorlog (1873-1914). De hongertocht is gebaseerd op het patrouilleverslag van onderluitenant Nutters, die in 1911 een rampzalige expeditie leidde in de toen nog nauwelijks in kaart gebrachte oerwouden van Atjeh. De militaire colonne verdwaalde en werd, na bijna een maand zonder voedsel te hebben rondgezworven, gevonden door een hulppatrouille. Negentien manschappen stierven de hongerdood. De tocht ging de militaire handboeken in als voorbeeld hoe het niet moet. Twintig jaar later stuurde Nutters de oorspronkelijke patrouillerapporten naar Székely-Lulofs met het verzoek er een roman van te maken. Dit resulteerde in een spannende roman, die tot in de kleinste details klopte en door velen beschouwd wordt als een hoogtepunt in de Indische literatuur. De roman vormde de basis voor de in 1996 door de NCRV uitgezonden televisieserie In naam der koningin.

### Het laatste bedrijf
In 1937 verscheen haar Hongaarse roman Het laatste bedrijf. Haar man vertaalde het in het Hongaars en in 1938 verscheen een Zweedse vertaling. In 1950 verscheen een bewerkte herdruk onder de titel Weerzien in Boedapest. Het verhaal gaat over de kunstschilder George Gero die terugkeert naar zijn geboorteplaats Boedapest waar zijn oudere broer Ferri woont. Deze zwakkere en door het leven gedupeerde broer leeft sinds kort samen met de sterke energieke zakenvrouw Bella. De drogisterij van Ferri is failliet en Bella zoekt naar andere wegen om geld te verdienen. Ze wil een kunsthandel beginnen met schilderijen van George als voornaamste attractie. En ze wordt verliefd op George.

### Doekoen
De laatste Indische roman van Székely-Lulofs, Doekoen, verscheen pas in 2001 in boekvorm, via het KITLV. Het verhaal was daarvoor wel al verschenen in dertig afleveringen in het weekblad Margriet van 20 september 1952 tot 11 april 1953. In deze roman staat de botsing tussen Oost en West centraal. Een idealistische Nederlandse chirurg ziet zich geplaatst tegenover een Indische medicijnvrouw, een doekoen, die de bevolking tegen hem opzet. Het leidt tot een conflict dat traumatisch is voor alle betrokkenen. De beschrijving van het plantersechtpaar is sterk autobiografisch. Székely-Lulofs verwerkte hierin herinneringen aan haar eerste huwelijk. Het beeld van de doekoen is meesterlijk.

## Werkenlijst
- Rubber. Roman uit Deli (1931)
- Koelie (1932)
- Emigranten en andere verhalen (1933)
- De andere wereld (1934)
- Vizioen (vier verhalen, 1934)
- De hongertocht (1936)
- Het laatste bedrijf (1937)
- De kleine strijd (1941)
- Onze bedienden in Indië (1946)
- Tjoet Nja Dinh. De geschiedenis van een Atjehse vorstin (1948)
- Weerzien in Boedapest (1950)
- Doekoen (2001)
- Ontmoeting met de Dood (2011)

## Biografie
- Frank Okker: Tumult - het levensverhaal van Madelon Székely-Lulofs. Atlas, Amsterdam, 2008. ISBN 9045006103 / ISBN 9789045006109